# Cardeñuela Riopico
Cardeñuela Riopico település Spanyolországban, Burgos tartományban. Cardeñuela Riopico Rubena, Atapuerca, Ibeas de Juarros és Orbaneja Riopico községekkel határos. Lakosainak száma 111 fő (2024).

## Népesség
A település népessége az utóbbi években az alábbiak szerint változott:
| Lakosok száma | 89   | 106  | 108  | 128  | 147  | 137  | 128  | 115  | 109  | 111  |
|               | 2001 | 2004 | 2006 | 2009 | 2011 | 2014 | 2016 | 2019 | 2021 | 2024 |